# Institut universitaire de technologie du Littoral-Côte-d'Opale
 (juillet 2016).
L'institut universitaire de technologie du Littoral-Côte-d'Opale est un établissement français d'enseignement supérieur qui propose des formations dans les villes de Boulogne-sur-Mer, Calais, Dunkerque et Saint-Omer (Hauts-de-France).
Il est une composante de l'université du Littoral-Côte-d'Opale (ULCO). Il offre un choix de formations de la première à la troisième année de BUT en formation initiale, en alternance (apprentissage et/ou contrat de professionnalisation) et en formation continue. Cinq Licences professionnelles dans le domaine tertiaire demeurent : LP ABF, CPS, GPME, GRH et MTL.
Tous cycles et formations confondus, l'IUT compte 1 100 étudiants dont 140 inscrits dans des formations délocalisées au Maroc, Bénin, Togo, Burkina Faso, Martinique, 100 enseignants dont 49 enseignants-chercheurs principalement affiliés à des laboratoires de recherche de l'ULCO (comme LISIC, UDSMM, HLLI, LARJ, LMPA, LOG…)

## Historique
En 1971, l'IUT de Béthune ouvre un département « génie électrique » (« génie électrique et informatique industrielle » après 1993) à Calais. L'année suivante, un département « techniques de commercialisation » est créé à Dunkerque ; il est rattaché à l'IUT A de Lille. Ces deux départements se regroupent en 1978 pour former « l'IUT du Littoral Calais-Dunkerque » (décret 78-182). Cet IUT se développe avec la création des départements « informatique » en 1984 et « génie thermique et énergie » en 1988.
Sous la tutelle depuis son origine de l'université Lille-I, l'IUT rejoint en 1991 l'université du Littoral-Côte-d'Opale (ULCO) nouvellement créée, s'appelle désormais « IUT du Littoral » et s'étend sur les sites de Boulogne-sur-Mer et Saint-Omer avec la création de 1992 à 1997 de quatre départements : « gestion des entreprises et administrations » (en 1992) ; « génie industriel et maintenance » (1994) ; « génie biologique » (1995) ; « gestion administrative et commerciale des organisations » (1997).
En 1997, l'établissement franchi le cap des 10 000 étudiants.
En 1998, l'IUT se scinde en deux établissements distincts : l'IUT Calais-Boulogne et l'IUT Saint-Omer - Dunkerque.
En 2014, les deux IUT se regroupent à nouveau pour donner naissance à l'IUT du Littoral-Côte-d'Opale,.

## Formation
L'IUT délivre des Bachelors universitaires de technologie (BUT) conformément aux programmes pédagogiques nationaux (PPN), ainsi que certaines licences professionnelles (Bac + 3) qui sont maintenues. Certaines de ces formations sont possibles en alternance.

### Les BUT
L'IUT propose neuf Bachelors universitaires de technologie (BUT en abrégé). Le BUT intègre dans un même cursus les anciens Diplômes universitaires de technologie (abrégé en DUT) et les Licences Professionnelles.
- BUT en génie biologique (Boulogne-sur-mer) ;
- BUT en génie électrique et informatique industrielle (Calais) ;
- BUT en génie industriel et maintenance (Saint-Omer) ;
- BUT en informatique (Calais) ;
- BUT en gestion administrative et commerciale (Saint-Omer) ;
- BUT en gestion des entreprises et des administrations (Calais) ;
- BUT en management de la logistique et des transports (Dunkerque) ;
- BUT en métiers de la transition et de l'efficacité énergétiques (ex génie thermique et énergie -Dunkerque) ;
- BUT en techniques de commercialisation (Dunkerque).

### Les licences professionnelles
L'IUT propose quatre licences professionnelles :
- assurance, banque et finance (ABF) à Dunkerque ;
- gestion des petites et moyennes entreprises : création, reprise et transmission (GPME) à Dunkerque ;
- métiers de la gestion des ressources humaines - assistant (GRH) à Saint-Omer ;
- métiers du tourisme et des loisirs (MTL) à Saint-Omer ;

## Classement
En 2022 l'établissement a été classé 82ème du classement complet réalisé par Thotis et 27ème du classement complet réalisé par L'Etudiant.